# North Region Junior Football League
La North Region Junior Football League è uno dei 6 campionati semiprofessionistici minori di calcio in Scozia, quello che copre le zone di Aberdeen, Aberdeenshire e Moray.

## La lega
La lega è stata fondata nel 2001 per promuovere il calcio centro-settentrionale della Scozia.
La lega è un membro della Scottish Football Association ed è interconnessa con la sovrastante Highland Football League mediante un play-off fra il proprio campione, quello della Midlands Football League e quello della North Caledonian Football League, cui segue un'altra sfida con l'ultima classificata della HFL.
Il campionato è composto da 2 divisioni: la massima divisione comprende 16 squadre, mentre la seconde divisione 15. Le partecipanti di ciascuna lega si sfidano 2 volte ciascuna in gironi di andata e ritorno per un totale di 30 e 28 giornate rispettivamente; la prima classificata della Premier League parteciperà al play-off promozione, mentre le ultime 2 classificate retrocederanno in Championship.
Non essendo prevista in Scozia una connessione col calcio dilettantistico, la seconda divisione della North Region League non ha retrocessioni.

## Partecipanti stagione 2024-2025

### Premier League
- Aberdeen East End
- Banks O'Dee Juniors
- Bridge of Don Thistle
- Buchanhaven Hearts
- Colony Park
- Culter
- Dyce
- Ellon United
- Fraserburgh United
- Hermes
- Islavale
- Maud
- Newmachar United
- Rothie Rovers
- Stonehaven
- Sunnybank

### Championship
- Banchory St. Ternan
- Burghead Thistle
- Cruden Bay
- Deveronside
- Dufftown
- Forres Thistle
- Glentanar
- Hall Russell United
- Longside
- Lossiemouth United
- Nairn St. Ninian
- New Elgin
- Stoneywood Parkvale
- Westdyke CC
- Whitehills

## Albo d'oro
| Stagione | Vincitore Premier League | Vincitore Championship                       |
| -------- | ------------------------ | -------------------------------------------- |
| 2001-02  | Formartine Utd           | Aberdeen Lads                                |
| 2002-03  | Sunnybank                | Turriff Utd                                  |
| 2003-04  | Culter                   | Maud                                         |
| 2004-05  | Culter                   | Parkvale                                     |
| 2005-06  | Culter                   | Dyce                                         |
| 2006-07  | Culter                   | East End                                     |
| 2007-08  | Banks O'Dee              | Banchory St. Ternan                          |
| 2008-09  | Banks O'Dee              | Buchanhaven Hearts                           |
| 2009-10  | Sunnybank                | Fraserburgh United                           |
| 2010-11  | Culter                   | Forres Thistle                               |
| 2011-12  | Hermes                   | Fraserburgh United                           |
| 2012-13  | Culter                   | New Elgin                                    |
| 2013-14  | Culter                   | Cruden Bay (East) Inverness City (West)      |
| 2014-15  | Hermes                   | Bridge of Don Thistle (East) Dufftown (West) |
| 2015-16  | Banks O'Dee              | Colony Park (East) Buckie Rovers (West)      |
| 2016-17  | Banks O'Dee              | Ellon United (East) Montrose Roselea (West)  |
| 2017-18  | Banks O'Dee              | East End (East) Nairn St. Ninian (West)      |
| 2018-19  | Banks O'Dee              | Banchory St. Ternan                          |
| 2019-20  | Stagione non completata  | Stagione non completata                      |
| 2020-21  | Stagione non completata  | Stagione non completata                      |
| 2021-22  | Banks O'Dee              | Stonehaven                                   |
| 2022-23  | Culter                   | Sunnybank                                    |
| 2023-24  | Culter                   | Islavale                                     |

In grassetto le squadre promosse.